# 부론초등학교
부론초등학교는 대한민국 강원특별자치도 원주시 부론면 법천리에 있는 초등학교다.

## 학교 연혁
- 1920년 12월 6일 흥호공립보통학교 개교
- 1936년 7월 25일 대홍수 피해로 현지 학교로 이전
- 1938년 4월 1일 부론공립심상소학교로 개칭
- 1941년 4월 1일 부론공립국민학교로 개칭
- 1995년 3월 1일 정산국민학교 통폐합
- 1996년 3월 1일 부론초등학교로 교명 개칭
- 1999년 9월 1일 손곡분교장 통폐합
- 2003년 10월 14일 다목적실(보람관) 준공
- 2004년 3월 1일 노림초등학교 통폐합
- 2005년 11월 22일 부론꿈사랑 디지털 도서관 개관
- 2006년 3월 1일 단강분교장 편입
- 2007년 3월 1일 단강분교장 통폐합
- 2014.03.01 제29대 성백경 교장 부임
- 2015.02.13 제92회 졸업(총2,779명 졸업)

## 참고 자료
- 부론초등학교 - 한국교육학술정보원 학교알리미